# Oberstes Gericht (Israel)

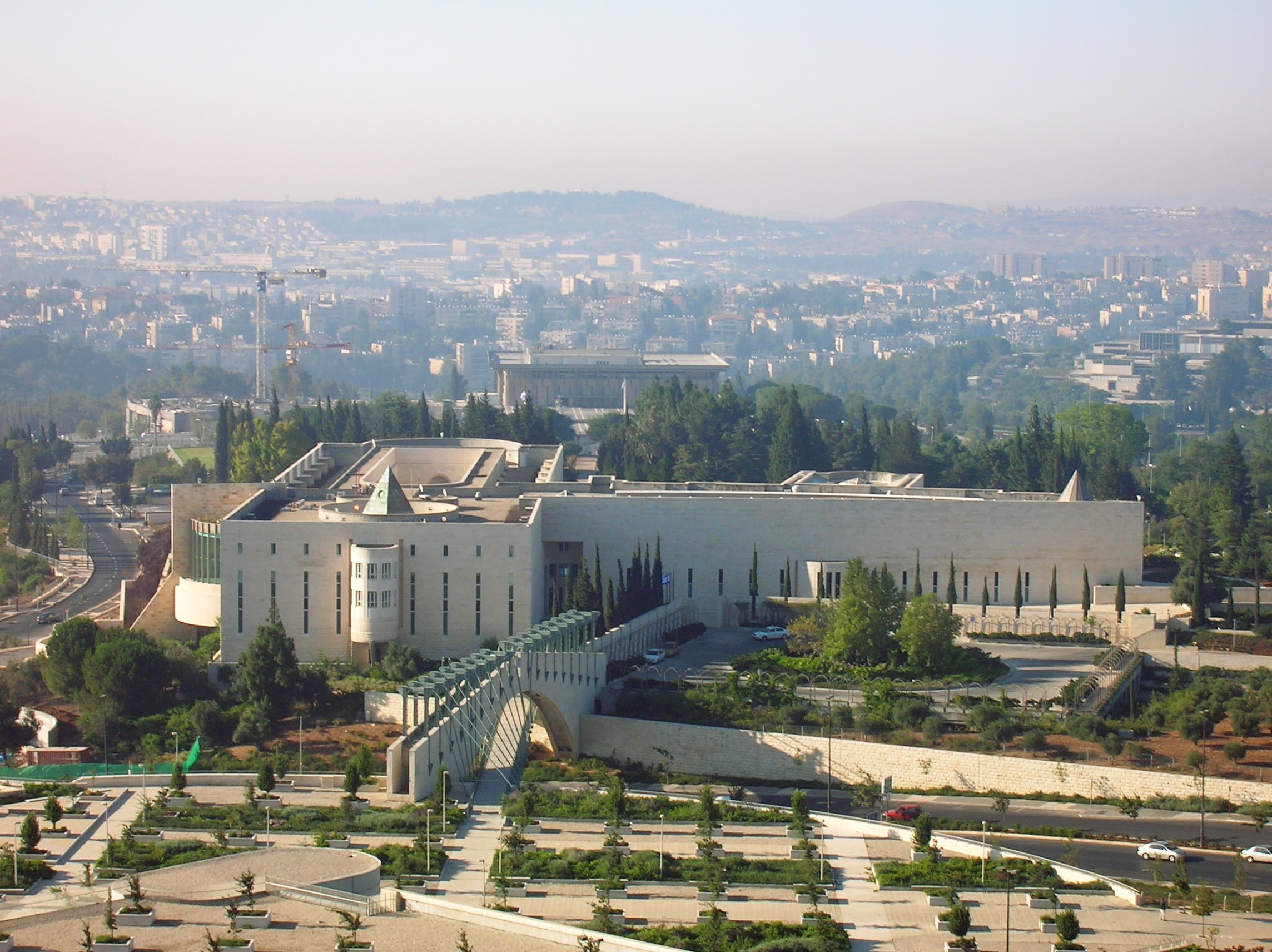
Oberstes Gericht Israels (2006)

Das Oberste Gericht (hebräisch בֵּית הַמִּשְׁפָּט הָעֶלְיוֹן Bejt ha-Mischpaṭ ha-ʿEljōn, deutsch ‚Oberer Gerichtshof‘; arabisch المحكمة العليا, DMG Al-Maḥkamah al-ʿUlyā) bildet in Israel die Spitze des Gerichtssystems. Es hat seinen Sitz in Jerusalem.

## Gerichtsorganisation
Sitz des Gerichts ist Jerusalem. Seine Entscheidungen sind nach der Doktrin des stare decisis für alle Gerichte bindend. Das Oberste Gericht ist zum einen als Rechtsmittelinstanzgericht tätig und daneben in erster Instanz als Hoher Gerichtshof (hebräisch בֵּית הַמִּשְׁפָּט גָּבוֹהַּ לְצֶדֶק Bejt Mischpaṭ Gavōha lə-Zedeq, deutsch ‚Hoher Gerichtshof für Justiz‘; Kurzbezeichnung Bagatz בָּגָּ״ץ) insbesondere für die prinzipale Normenkontrolle von Gesetzen.
Die Mitglieder des Obersten Gerichts werden – wie alle Richter – vom Präsidenten des Staates Israel auf Vorschlag eines Richterwahlausschusses ernannt. Der Richterwahlausschuss besteht aus drei Mitgliedern des Obersten Gerichts (einschließlich seines Präsidenten), zwei Ministern (darunter dem Justizminister), zwei Abgeordneten der Knesset und zwei Vertretern der Anwaltskammer. Den Vorsitz führt der Justizminister.
Die Zahl der Richter wird durch Gesetz bestimmt und beträgt zurzeit 15. Die Amtszeit endet mit Vollendung des 70. Lebensjahres.

## Stellung im Rechtswesen
Der Oberste Gerichtshof ist diejenige Instanz, die als oberste verbindlich über die Interpretation bestehender Gesetze zu befinden hat. Wenn bei der Verabschiedung eines Gesetzes formaljuristische Vorschriften nicht beachtet wurden, ist er berechtigt, die Ungültigkeit zu erklären.
Gesetze, die die Knesset verabschiedet hat, kann er nicht für „verfassungswidrig“ erklären, wenn sie mit der erforderlichen Mehrheit beschlossen wurden. Grundgesetze, die die Verfassung Israels bilden, sind gesetzlich besonders abgesichert. Sie können nur mit einer Mehrheit von 70 der 120 Abgeordneten geändert werden. In Bezug auf diese Grundgesetze ist der Oberste Gerichtshof zugleich „Verfassungsgericht“.

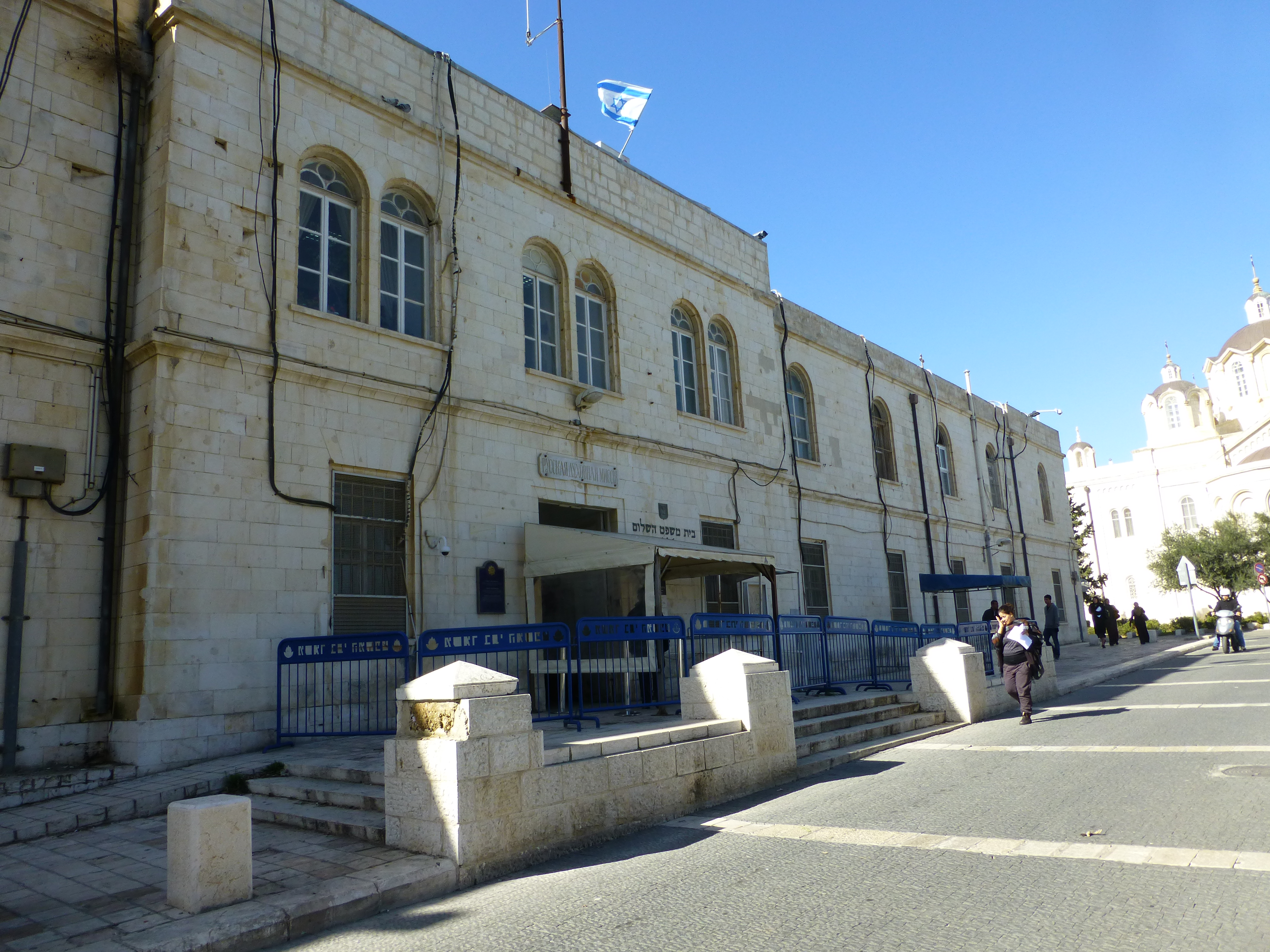
Von 1948 bis 1992 saß das Gericht im Ostflügel des Hospizes der Russischen Geistlichen Mission, 1860–1864 von Martin Eppinger, dort sitzt weiter ein erstinstanzliches Friedensgericht, 2013

## Gebäude

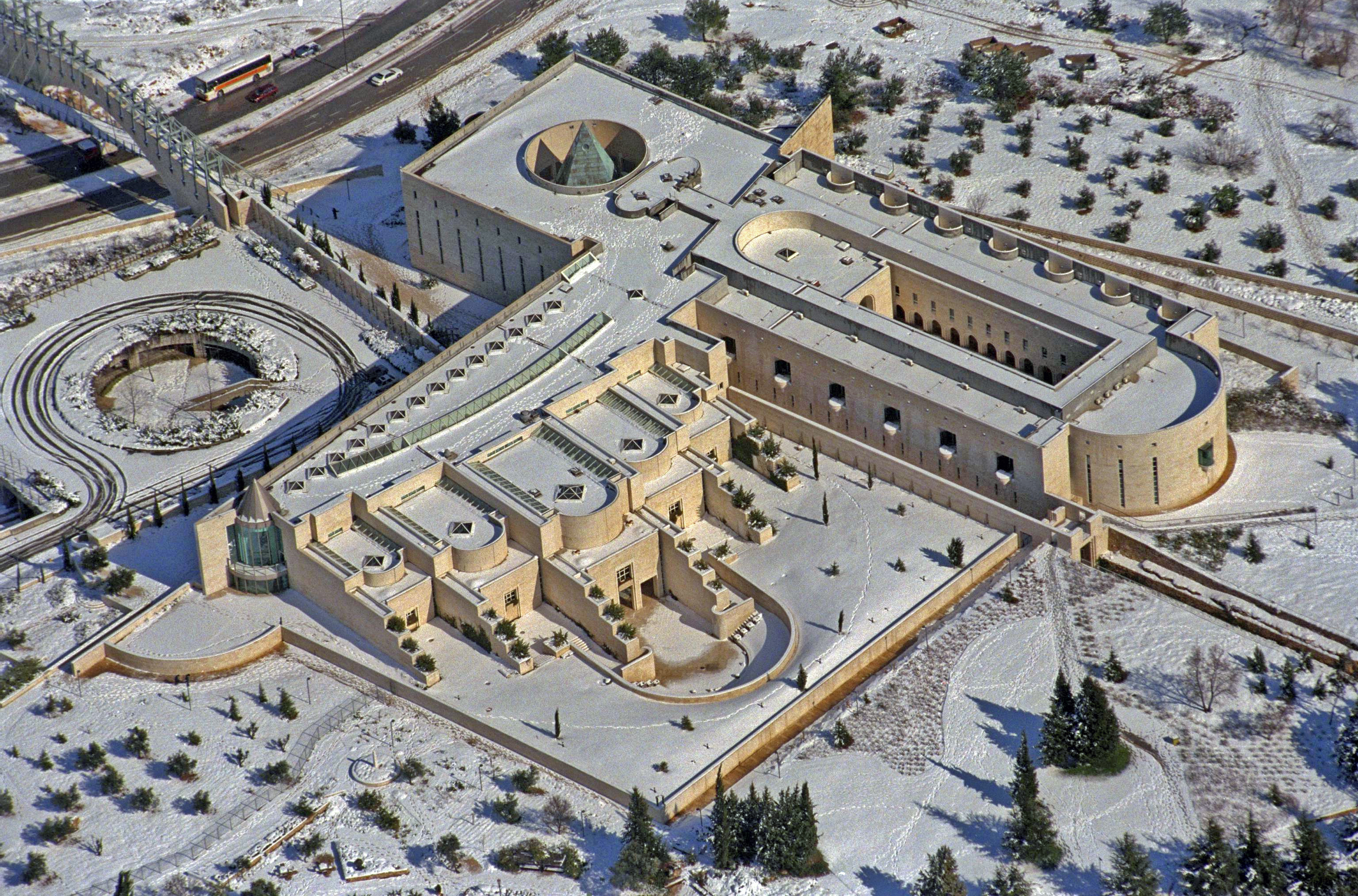
Luftbild des schneebedeckten Neubaus, 1998

Die Architekten des 1986 bis 1992 errichteten Gebäudes sind Ada Karmi-Melamede und ihr Bruder Ram Karmi, ein Vertreter des Brutalismus. Das Gebäude des Obersten Gerichtshofes liegt zwischen der Knesset, mit der sie mit einem direkten Gang verbunden ist, und dem Wohnsitz des Premierministers. Es symbolisiert damit die Verbindung zwischen Legislative und Exekutive und ist stark von der Bibel und den Vorschriften des jüdischen Glaubens geprägt.
Das moderne Gebäude enthält auch byzantinische Stilelemente. Es öffnet sich zu einem mit Rundbögen ausgestatteten Innenhof mit einem Springbrunnen, ähnlich dem Rockefeller-Museum. Im Eingangsbereich führt eine enge Treppe nach oben. Eine Jerusalemer Steinwand auf einer Seite symbolisiert die irdischen Gesetze, eine nackte, flache Wand andererseits die himmlischen Gesetze. Diese Gegenüberstellung findet sich aber im ganzen Komplex wieder: alt – neu, Licht – Schatten, Geraden – Kurven, Kritik – Lob. Das ganze Gebäude wird durch viel Oberlicht erleuchtet, sodass bei Tageslicht auf künstliche Beleuchtung verzichtet werden kann. Die öffentlich zugängige kreisrunde Bibliothek öffnet sich zu einer lichtdurchfluteten Pyramide, deren kreisförmige Fenster den Raum erhellen. Die Pyramide wurde durch das Grab des Zacharias und das Grabmal des Absalom im Kidrontal in Jerusalem inspiriert. Die fünf nüchtern gehaltenen Gerichtssäle liegen aneinandergereiht, der größte in der Mitte, die kleinen an den Flanken.
Das 1992 eröffnete Gerichtsgebäude ist eine Schenkung von Dorothy de Rothschild. Außerhalb des Dienstzimmers des Präsidenten ist ein Brief von Frau Rothschild an Premierminister Schimon Peres ausgestellt, in dem sie ihre Absicht kundtut, ein neues Gebäude für das Oberste Gericht zu stiften.

### Museum
Dieses enthält zahlreiche Artefakte von der türkischen Regierungsperiode über die britische Mandatszeit bis zur heutigen Zeit.

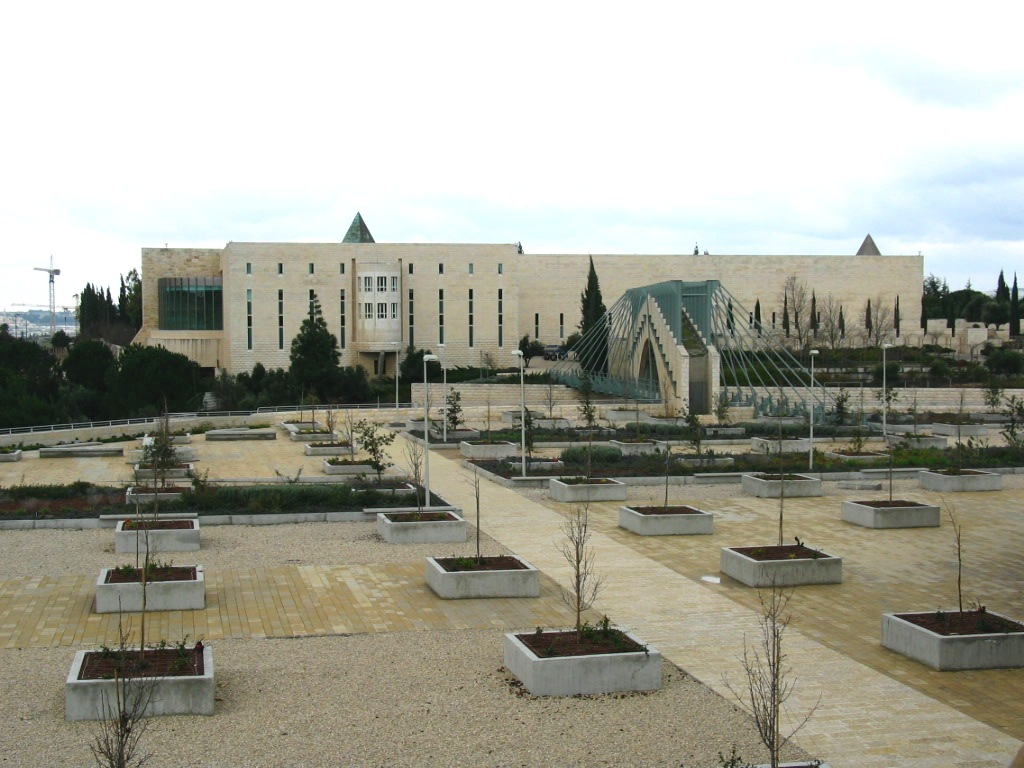
Seitenansicht des Gebäudes
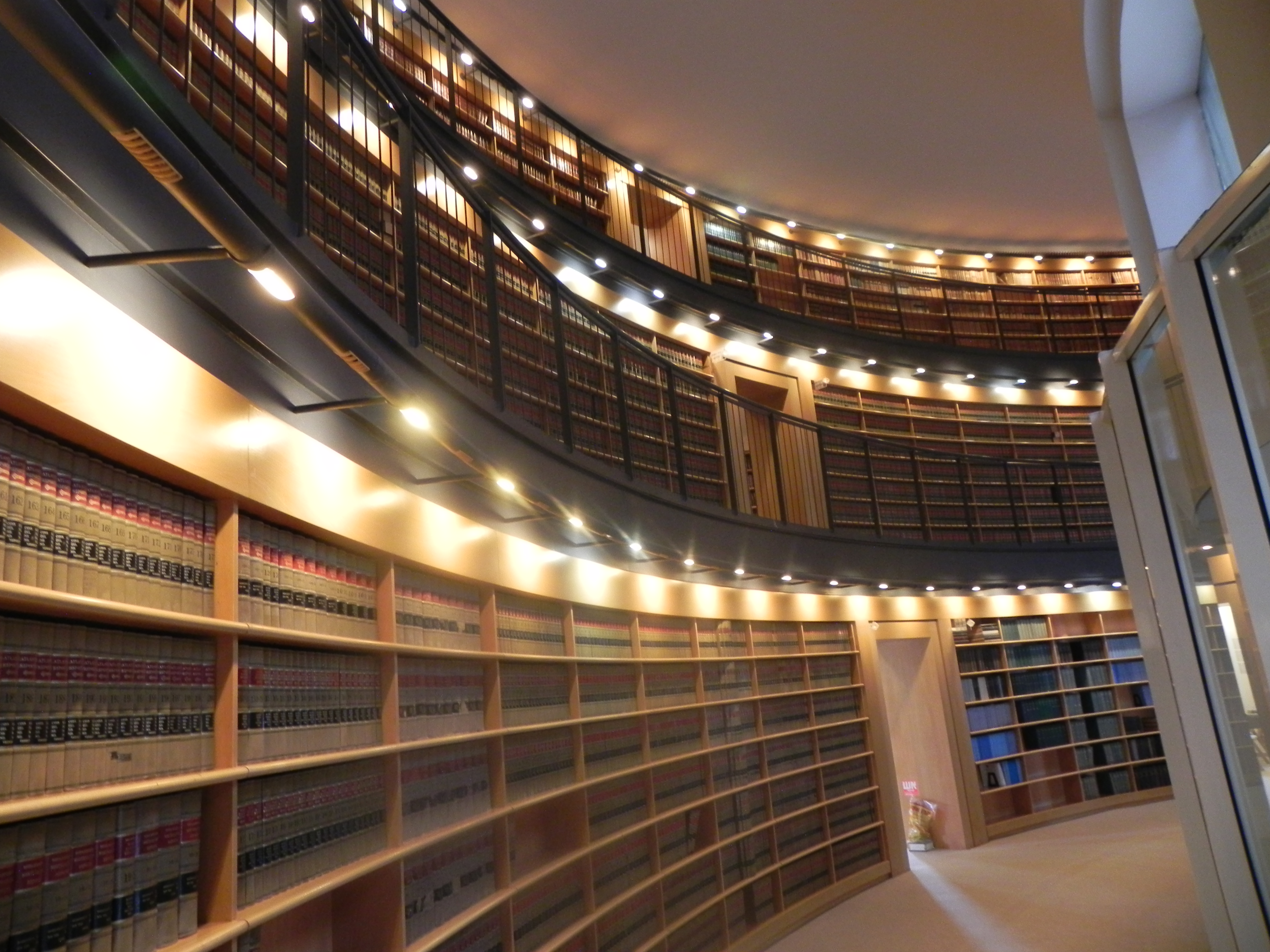
Bibliothek
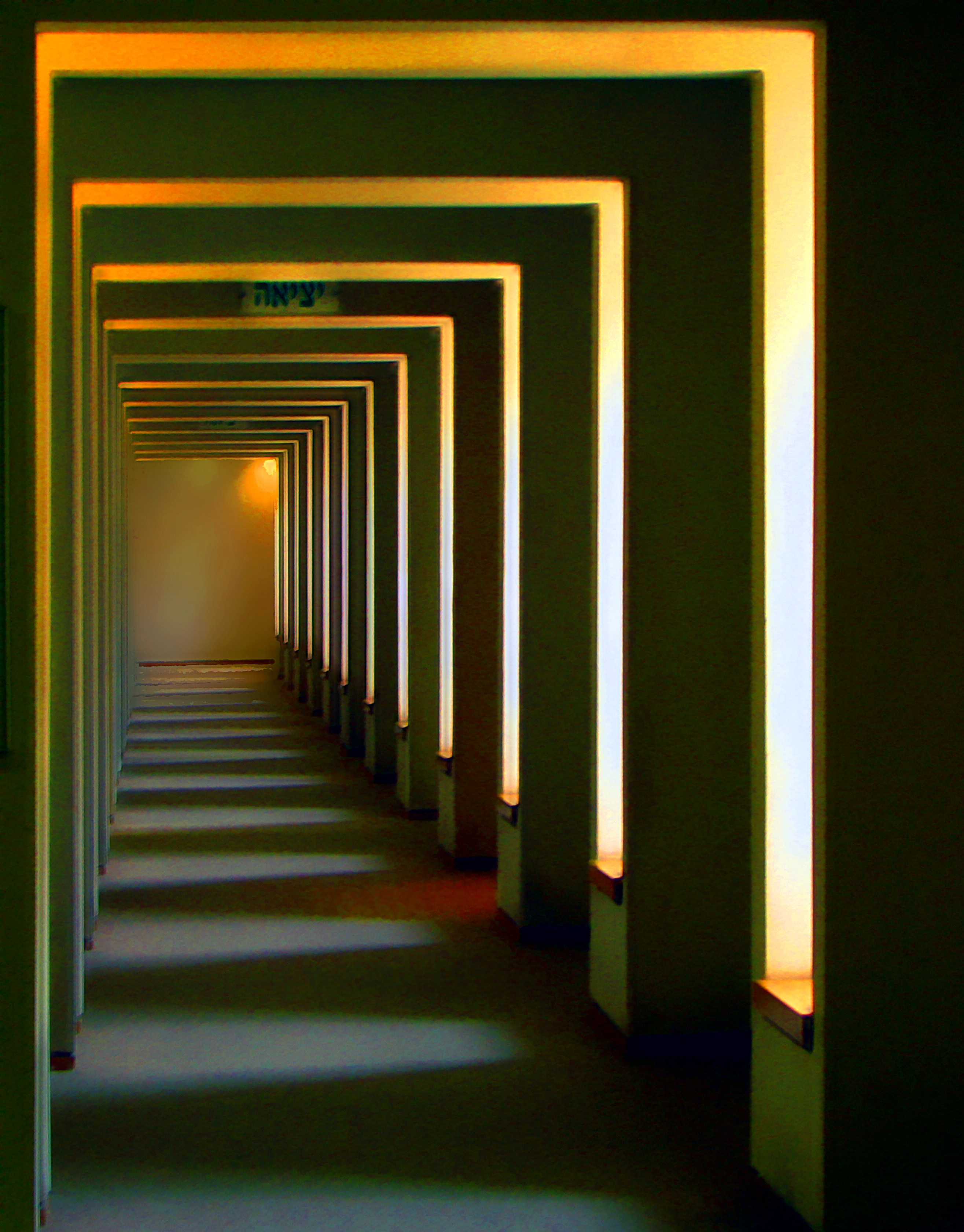
Licht-Dunkel-Effekte in einem Gang
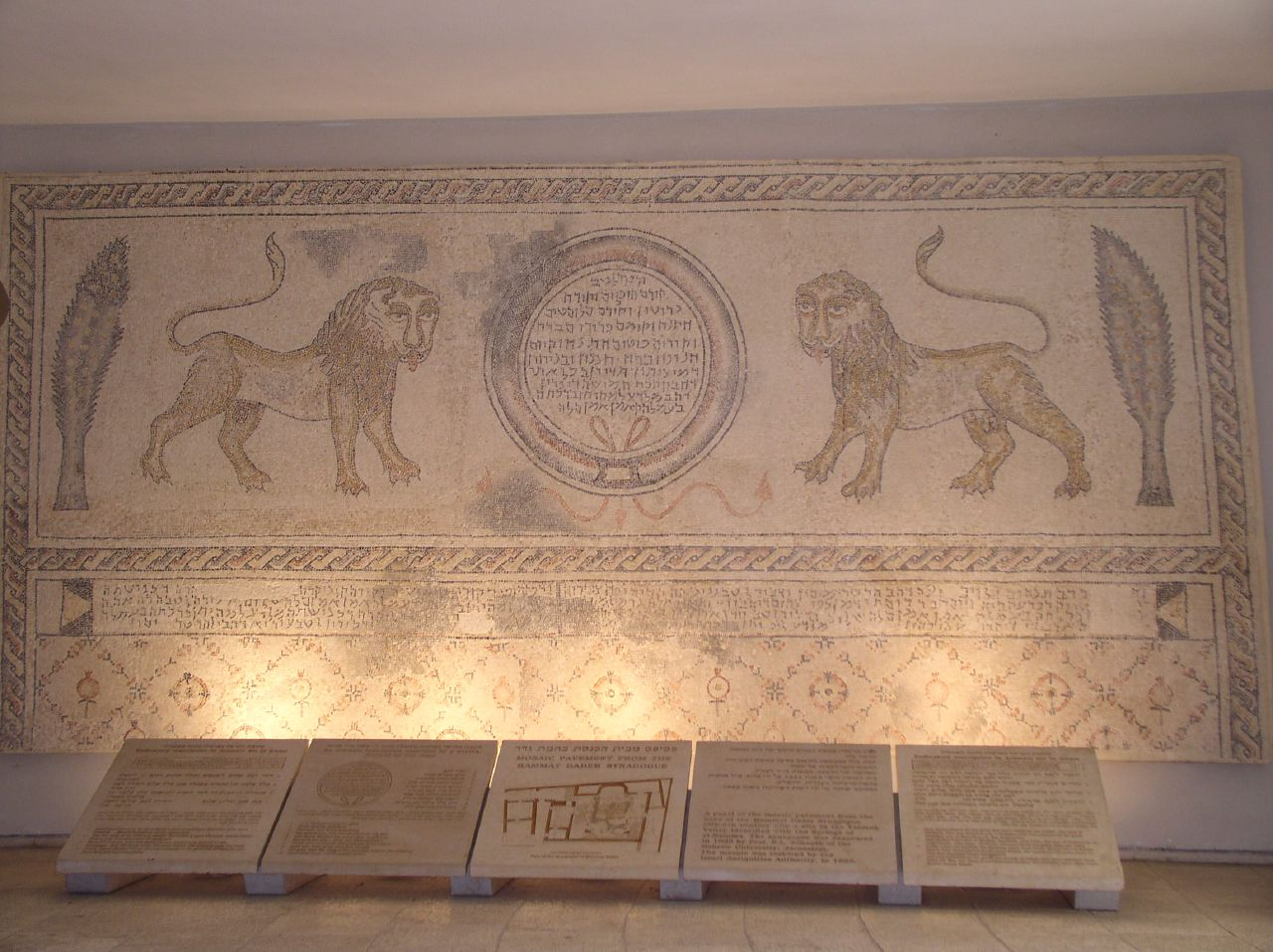
Mosaik aus der Synagoge Chammat Gader
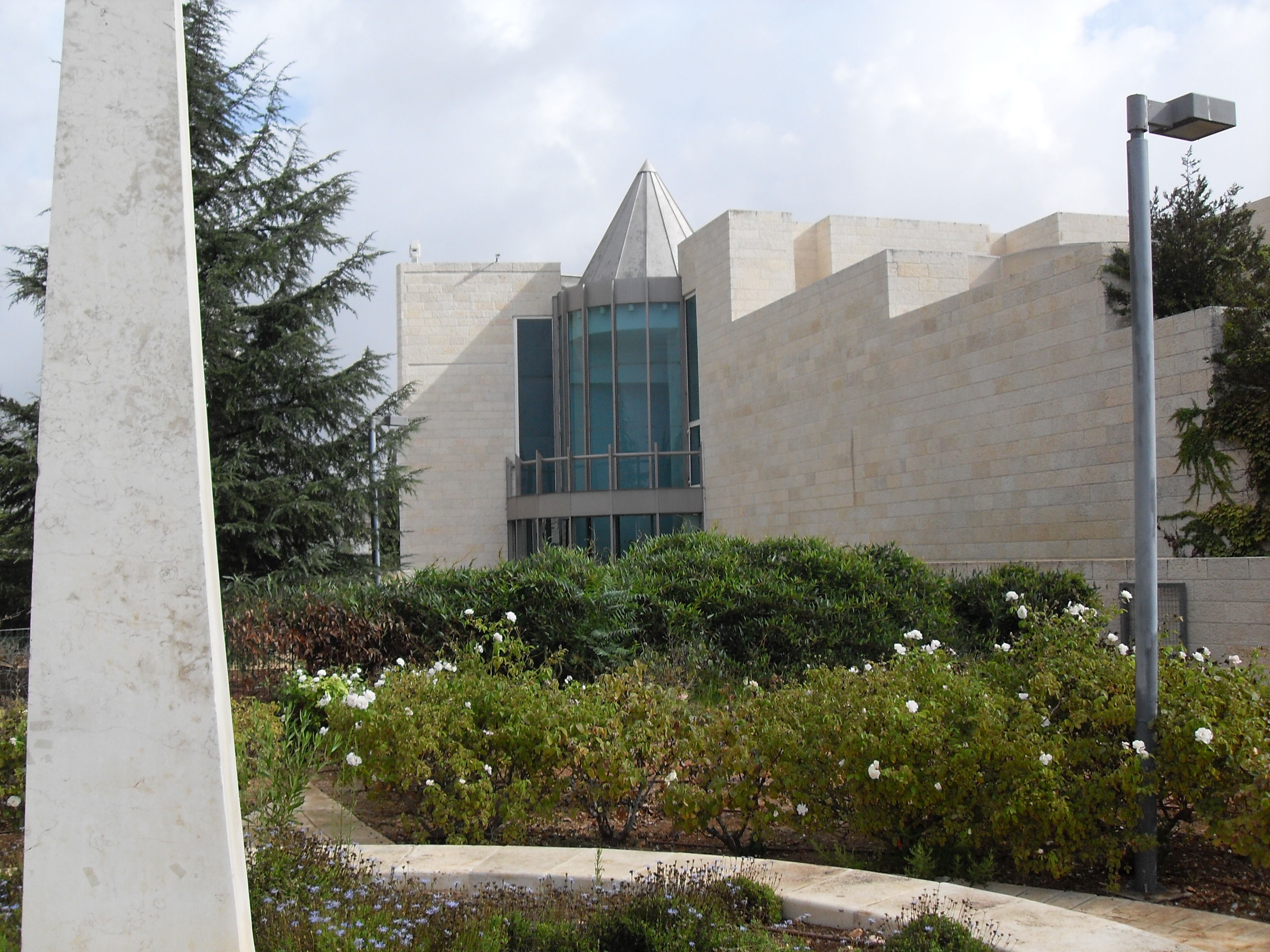
Rückseite des Gebäudes

## Richter am Obersten Gericht
- Isaac Amit – Präsident
- Noam Sohlberg
- Daphne Barak Erez
- David Mintz
- Josef Elron
- Yael Willner
- Ofer Grosskopf
- Alex Stein
- Gila Canfy-Steinitz
- Chaled Kabub
- Yechiel Meir Kasher
- Ruth Ronnen

## Präsidenten
Präsidenten des Obersten Gerichtshofes waren
| Von  | Bis  | Name            |
| ---- | ---- | --------------- |
| 1948 | 1954 | Moses Smoira    |
| 1954 | 1965 | Jitzchak Olshan |
| 1965 | 1976 | Schimon Agranat |
| 1976 | 1980 | Joel Zussman    |
| 1980 | 1982 | Moshe Landau    |
| 1982 | 1983 | Jitzchak Kahan  |
| 1983 | 1995 | Meir Schamgar   |
| 1995 | 2006 | Aharon Barak    |
| 2006 | 2012 | Dorit Beinisch  |
| 2012 | 2015 | Asher Grunis    |
| 2015 | 2017 | Miriam Naor     |
| 2017 | 2023 | Esther Chajut   |
| 2023 | 2024 | Uzi Vogelman    |
| 2024 |      | Isaac Amit      |

## Entscheidungen
Maßgebliche Entscheidungen des Obersten Gerichts sind:
- 1979 urteilte das Gericht, dass keine israelischen Siedlungen auf Land gebaut werden dürfen, das sich in palästinensischem Privatbesitz befindet.[5]
- 1987 wurde Israel das einzige Land der Welt, in dem Folter legal wurde. Die Richtlinien und Foltermethoden wurden von einem ehemaligen Höchstrichter ausgearbeitet und von einer Regierungskommission verabschiedet. 1999 schränkte das Gericht in einem Urteil den Einsatz von Folter durch die israelischen Behörden ein, vermied dabei aber die Bezeichnung »Folter«.[6] Amnesty International erklärte, dass das Gericht im Jahr 1999 zwar einige Verhörmethoden untersagte, in seinem Urteil jedoch Schlupflöcher ließ, durch die Folter- und Misshandlungsmethoden weiterhin möglich sind.[7]
- Am 30. Juni 2004 gab das Oberste Gericht den Klagen einzelner Palästinenser statt und ordnete die Änderung einer Route von 30 km der Israelischen Sperranlagen zum Westjordanland nordwestlich von Jerusalem an, um die Beeinträchtigungen für die palästinensische Bevölkerung zu reduzieren.[8] Nach den Vorgaben des Gerichts darf der Zaun nicht politisch sein, keine Staatsgrenze festlegen; außerdem darf er keine ungerechtfertigte Verletzung der Lebensqualität der palästinensischen Bevölkerung verursachen.
- Am 31. August 2017 wies das Gericht die Klage auf Einführung der Ehe für alle ab. Begründet wurde dies damit, dass die Ehe für alle kein grundsätzliches Menschenrecht sei und nach bisherigem Recht die Religionsgemeinschaften über die Ehe entschieden, über eine Änderung habe das Parlament zu befinden.[9]
- Am 12. Dezember 2017 urteilte das Gericht, dass die Foltermethoden, die der Geheimdienst an palästinensischen Gefangenen anwendet – Schlafentzug, der Zwang zu schmerzhaften, verdrehten Körperhaltungen (einschließlich der „Bananen-“ und der „Froschposition“), Schläge, Beschimpfungen und Demütigungen, alles während Isolationshaft ohne Kontakt zu Anwälten oder zur Außenwelt – rechtmäßig seien. Richter David Minz erklärte explizit, dass die Anwendung von Folter durch die Behörden »in Ausnahmefällen« gerechtfertigt sei.[10]
- Im Jahr 2018 lockerte das Gericht die Kriterien für die Rechtfertigung von Folter und ermöglichte die weitere Institutionalisierung von Folter durch die israelischen Behörden.[11]
- Am 9. Juni 2020 wurde ein Gesetz zur Enteignung von palästinensischen Landbesitzern des Westjordanlands vom Obersten Gericht für verfassungswidrig erklärt.[12] Mit dem 2017 von der Knesset verabschiedetem Gesetz hätte der Staat palästinensisches Privatland konfiszieren können, auf dem Siedler 4.000 Wohneinheiten errichtet haben. Die Enteigneten hätten eine Entschädigung von 125 Prozent erhalten.[12][13]
- Am 1. März 2021 entschied das Gericht, dass der Staat ab sofort auch reformierte und konservative Konversionen, die in Israel durchgeführt wurden, anerkennen und den Betreffenden die Staatsangehörigkeit verleihen muss. Ihre Entscheidung folgte nach zwei Petitionen aus den Jahren 2005 und 2006 von zwölf Menschen, die in Israel durch nichtorthodoxe Strömungen zum Judentum übergetreten waren. Deren Antrag auf Staatsbürgerschaft im Rahmen des Rückkehrergesetzes vom 5. Juli 1950 wurde vom Innenministerium abgelehnt.[14]
- Am 28. Dezember 2023 erlaubte das Gericht die gemeinschaftliche Adoption von Kindern durch gleichgeschlechtliche Paare.[15]
- Am 1. Januar 2024 veröffentlichte das Gericht seine Entscheidung über ein die Kompetenzen des Gericht selbst betreffendes Kernelement der von der Regierung Netanjahu geplanten Justizreform.
- Im Jahr 2024 lehnte das Gericht wiederholt Anträge von Familien aus dem Gazastreifen ab, die Informationen über ihre von Israel inhaftierten Angehörigen erhalten wollten. Die israelische Regierung weigerte sich, die Angehörigen zu informieren. Später stellte sich heraus, dass einige der Gefangenen in israelischem Gewahrsam umgekommen waren, doch die Familien erfuhren erst nach ihrem Tod von den Inhaftierungen.[16]
- Im Februar 2025 stimmte das Gericht zum siebzehnten Mal dem Antrag der Regierung zu, die Frist für die Beantwortung der Regierung auf eine Anfrage der Vereinigung für Bürgerrechte in Israel (ACRI) zu verlängern. ACRI hatte gefordert, dass Vertreter des Internationalen Roten Kreuzes palästinensische »Sicherheitsgefangene« besuchen dürfen, d. h. Palästinenser, die ohne Anklage oder Prozess in Israel gefangen sind. Die israelische Regierung verhindert die Besuche des Roten Kreuzes.[16][17]